# レンソ・レボレド
レンソ・レボレド・スアソ（Renzo Revoredo Zuazo 、1986年5月11日 - ）は、ペルーの首都リマ出身の元プロサッカー選手。元ペルー代表。現役時代のポジションは、ディフェンダー。

## 経歴

### クラブ
2004年4月、17歳でプロデビュー。

### 代表
コパ・アメリカ2011に参加した。

## タイトル

### クラブ
コロネル・ボロニェージ
- プリメーラ・ディビシオン: トルネオ・クラウスーラ 2007

ウニベルシタリオ・デポルテス
- プリメーラ・ディビシオン: 2009

バルセロナSC
- セリエA: 2012

スポルティング・クリスタル
- プリメーラ・ディビシオン: 2014, 2016, 2018, 2020